# RAT Craiova

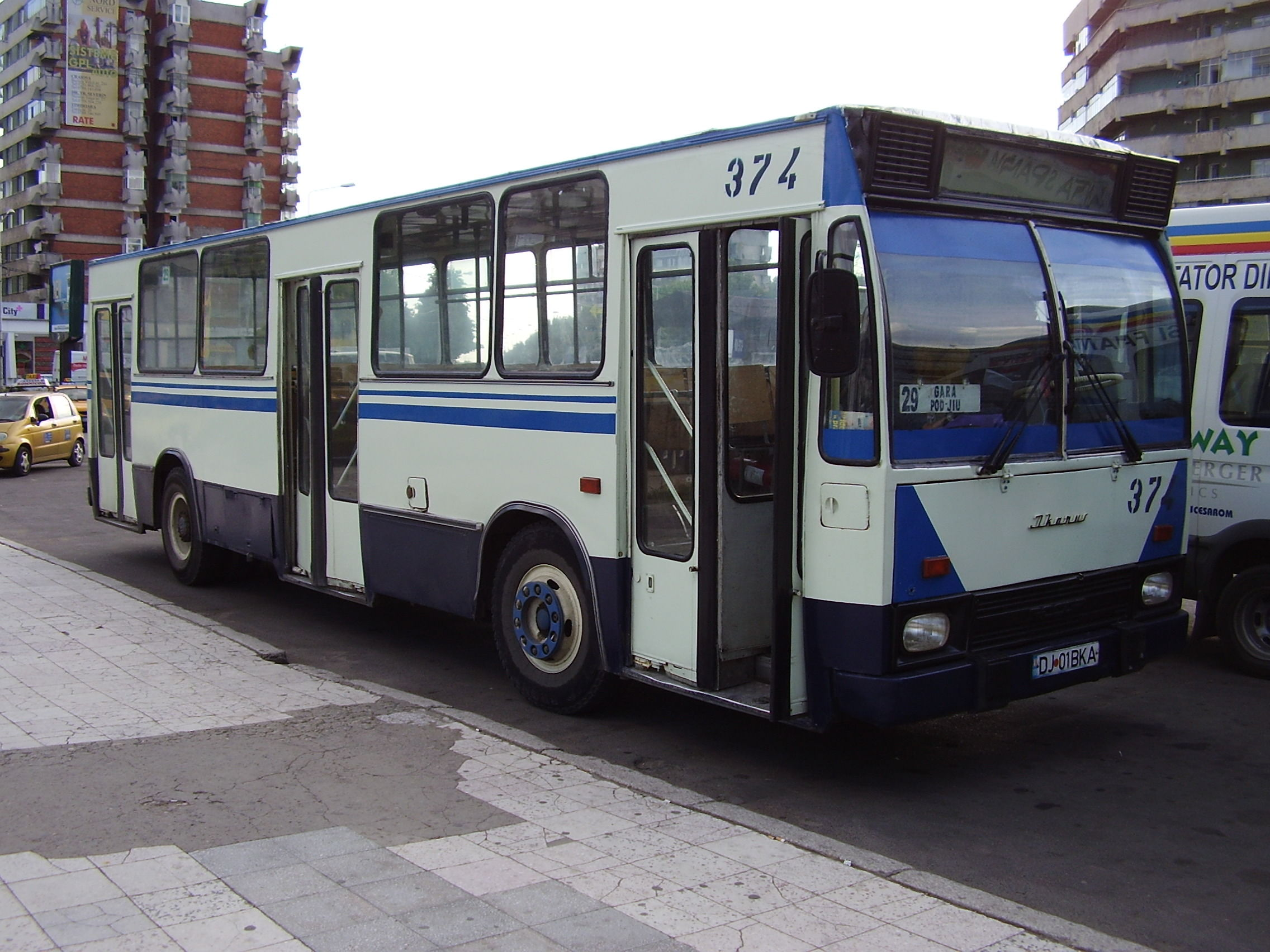
Craiova: autobus DAC della RAT Craiova n. 374 sulla linea 29

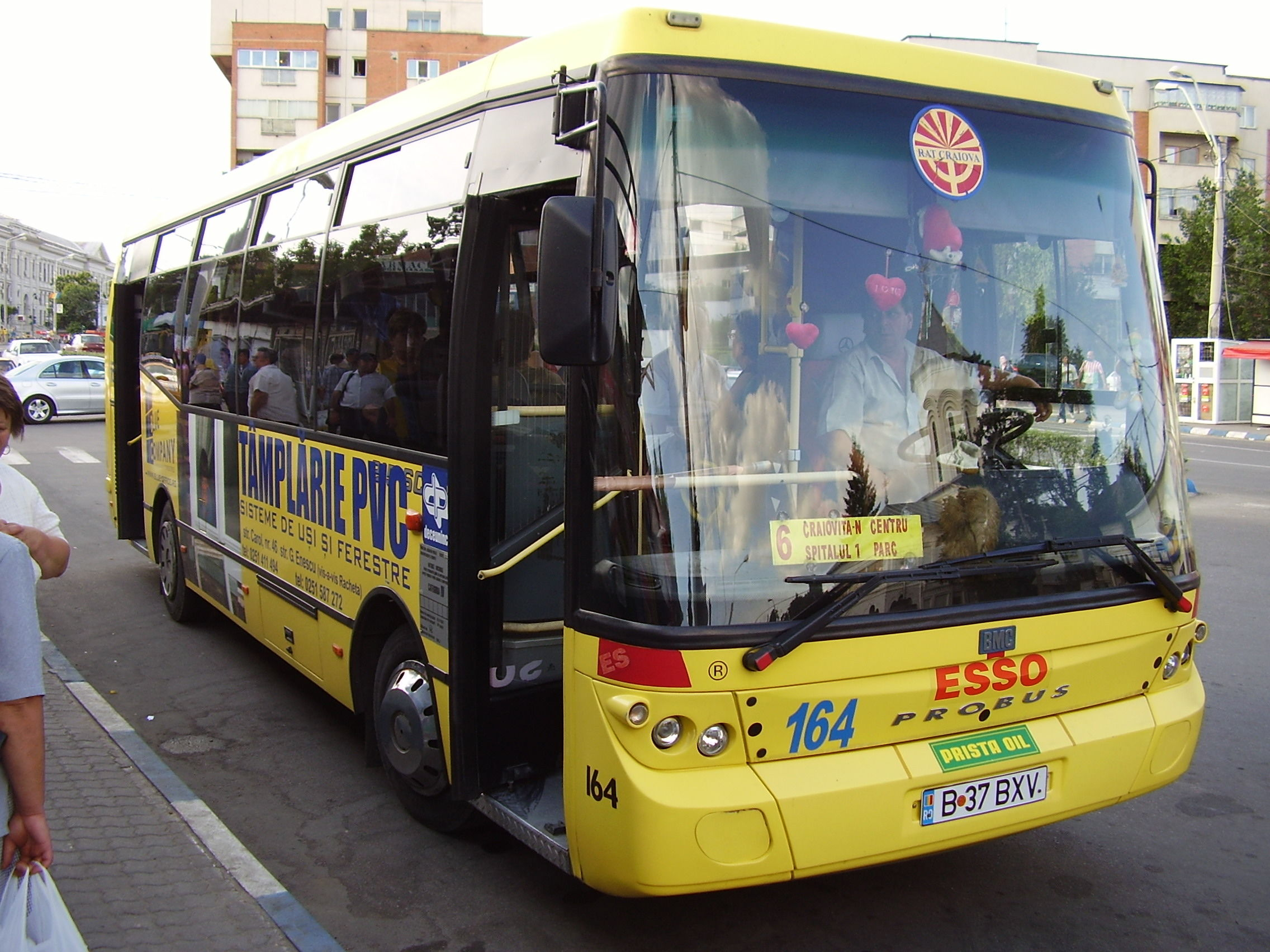
Craiova: autobus BMC della RAT Craiova n. 164 sulla linea 6

RAT Craiova, acronimo di Regia Autonoma de Transport Craiova, in italiano "Azienda di Trasporto Pubblico Craiova", è l'operatore che svolge il servizio di trasporto pubblico nella città di Craiova in Romania.

## Esercizio
La RAT Craiova gestisce oggi 28 linee, suddivise in 19 autolinee e 2 tranvie; l'azienda aderisce all'Uniunea Romana de Transport Public, organismo nazionale che riunisce gli operatori 
rumeni di trasporto pubblico.

## Parco aziendale
La flotta è costituita da:
- circa 120 autobus marchio Solaris, BMC, ZTE, MAN e Karsan; 4 di questi sono midibus Temsa Prestij.
- 17 tram model Pesa Twist 145N.